# Nestor Burma contre C.Q.F.D.
Nestor Burma contre C.Q.F.D. est un roman policier français de Léo Malet, paru en 1945 aux éditions S.E.P.E. Il s’agit du deuxième roman de la série ayant pour héros le détective Nestor Burma.

## Résumé
En mars 1942, sous l'Occupation, Nestor Burma se met en quête d'un peu de tabac, est surpris par une alerte et se retrouve dans un abri anti-bombes en compagnie d'une jolie fille. Après l'alerte, il file la jeune femme qui parvient à le semer. Il croise peu après l'inspecteur Faroux qui l'invite à monter dans une chambre meublée où se trouve le cadavre du comédien Henri Briancourt. Puisque la victime, autrefois incarcérée au stalag, avait dans ses poches une carte de l'agence Fiat Lux, Burma devient un suspect. Pour se disculper, il doit retrouver la trace de la jeune fille de l'abri. En lisant le journal des prisonniers rapatriés, il trouve une piste, se rend à Bois-le-Roi, et y découvre au no 32 de l'avenue Jean-Jaurès la jeune inconnue prisonnière de deux malfrats. Il la libère, mais elle verse un narcotique dans son café et disparaît de nouveau.
Peu après, Faroux révèle à Burma que l'acteur Briancourt s'appelait en réalité Henri Barton, et qu'il a été mêlé en 1938, avec une certaine Lydia Verbois – qui n'est autre que la mystérieuse jeune fille – à l'attaque d'un train qui convoyait des lingots d'or de la Banque de France. Sur ces entrefaites, Nestor Burma reçoit la visite d'Emmanuel Chabrot, le directeur du C.Q.F.D., un journal d'indiscrétions et de chantage, qui intime au détective l'ordre de quitter Paris quelque temps. Burma le flanque à la porte, confie à sa secrétaire Hélène le soin de retrouver Mlle Verbois et poursuit son enquête qui connaît une conclusion tragique.

## Éditions
- S.E.P.E., coll. le Labyrinthe, 1945
- Librairie de la Butte-aux-Cailles, 1979
- Éditions Robert Laffont, collection Bouquins, 1986 ; réédition en 2006
- 10-18, Grands détectives no 1982, 1989
- Fleuve noir, les Aventures de Nestor Burma, no 2, 1990
- Fleuve noir, Super poche no 13, 1993

## Adaptation en bande dessinée
- Nestor Burma contre C.Q.F.D., scénario et dessins d'Emmanuel Moynot, d'après l'univers de Jacques Tardi, Paris, Casterman, 2016   (ISBN 978-2-203-10890-5)

## Sources
- Jacques Baudou (dir.), Les Nombreuses Vies de Nestor Burma, Nantes, Les Moutons électriques, coll. « La Bibliothèque rouge no 18 », 2010, 333 p. (ISBN 978-2-36183-003-8, OCLC 670472170), p. 23-26.
- Francis Lacassin, Sous le masque de Léo Malet, Nestor Burma, Amiens, Encrage, coll. « Portraits » (no 4), 1991 (ISBN 978-2-906-38932-8, OCLC 406670086), p. 48-49
- Jean Tulard, Dictionnaire du roman policier : 1841-2005. Auteurs, personnages, œuvres, thèmes, collections, éditeurs, Paris, Fayard, 2005, 768 p. (ISBN 978-2-915793-51-2, OCLC 62533410), p. 525.